# Sokol (Jičínská pahorkatina)
Sokol (562 m n. m.) je vrch v okrese Jablonec nad Nisou Libereckého kraje, v Českém ráji, ležící asi 5 km severně od Turnova. Na jihovýchodním úpatí leží ves Besedice, v jejímž katastrálním území se vrch nalézá. Sokol je nejvyšším vrcholem Jičínské pahorkatiny. Název je odvozen od stejnojmenné české tělovýchovné organizace.

## Popis kopce

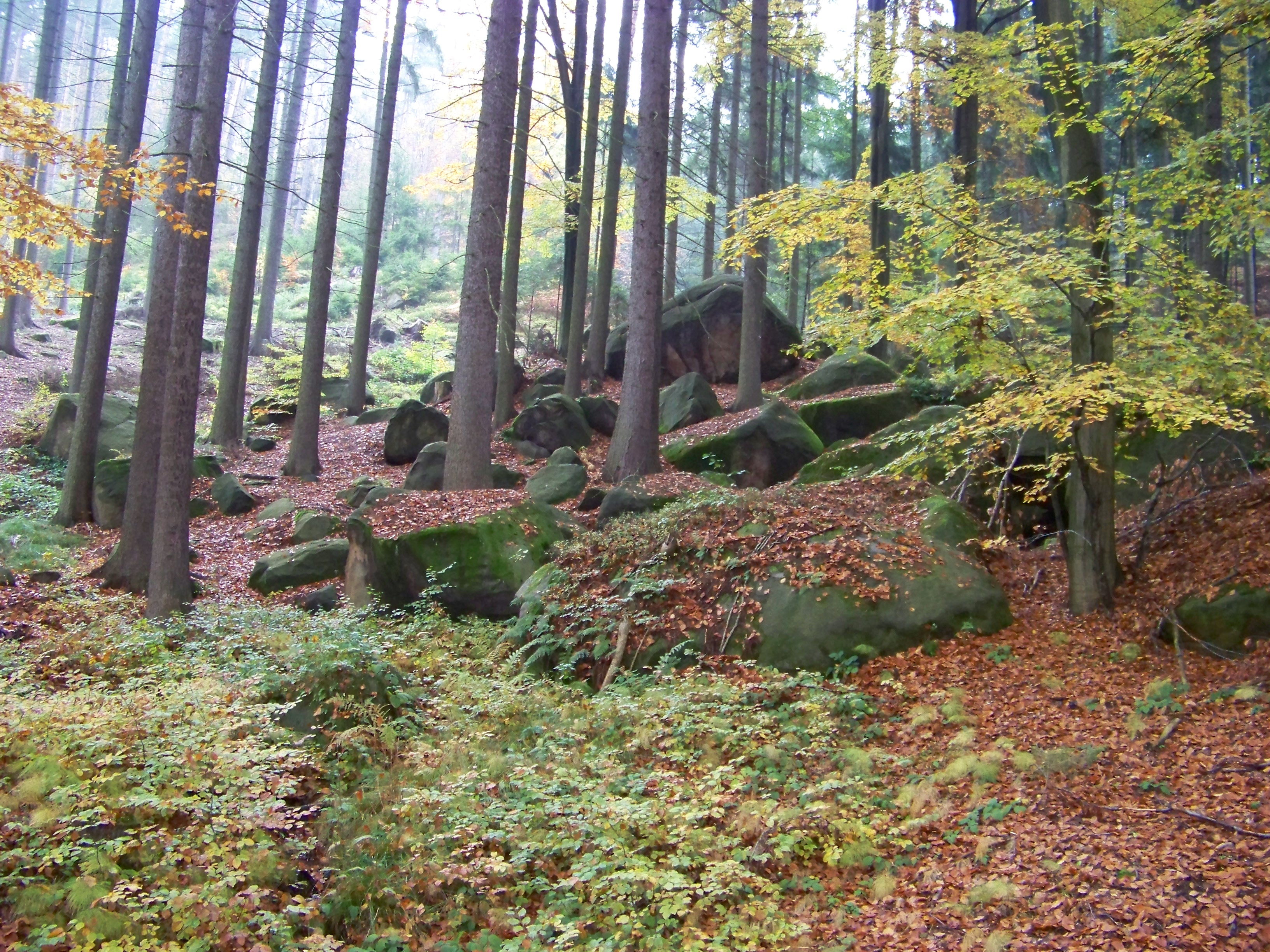
Jihozápadní balvanovité úbočí z modré značky

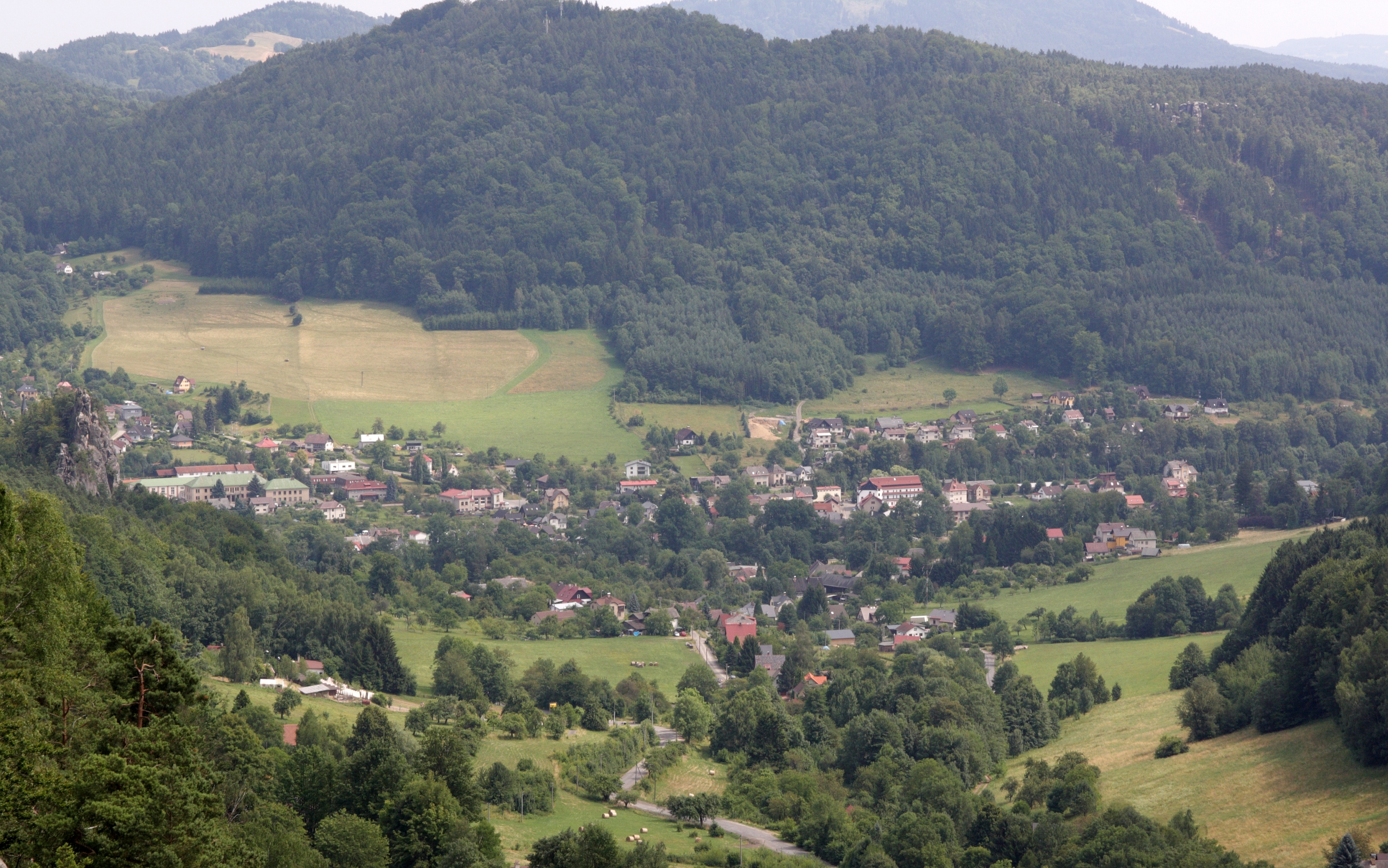
Sokol a Vranové ze zříceniny hradu Frýdštejn

Poblíž vrcholu se vypínají dvě osamocené pískovcové skalní věže - menší Sokolík neboli Hodánka a Sokol neboli Tyršova skála s vsazenou bronzovou deskou s portrétem dr. Miroslava Tyrše - zakladatele Sokola. Na samotném vrcholu je čedičová skalka upravená na vyhlídkovou plošinu, výhled je ale již zarostlý. Blízko vrcholu je další čedičová skalka s Masarykovou vyhlídkou, která umožňuje vůbec nejlepší výhled na blízké Suché skály, a také Černou studnici a Krkonoše.
Vrch pokrývají borové porosty s příměsí břízy, místy smrkové porosty s příměsí dubu a bukové porosty s příměsí javoru.
Sokol je součástí CHKO Český ráj a přírodního parku Maloskalsko. Vede přes něj naučná informační stezka Geoparku UNESCO a CHKO Český ráj.
Na jižních až jihozápadních svazích Sokola se nachází tzv. Besedické skály, které se dělí na skalní města Kalich a Chléviště. Jsou to bludiště 10 až 20 metrů vysokých skalních věží ležících asi 300 metrů vysoko nad údolím Jizery, a leží na nich několik upravených vyhlídek. Z věží Kalicha je částečný výhled na Klokočské skály a Trosky. Vyhlídky na věžích Chléviště umožňují krásné výhledy, hlavně na údolí Jizery, protilehlý Vranovský hřeben a Ještěd.

## Geomorfologické zařazení
Vrch náleží do celku Jičínská pahorkatina, podcelku Turnovská pahorkatina, okrsku Turnovská stupňovina, podokrsku Sokolská vrchovina a Besedické části. Sokol na severovýchodě těsně sousedí s Kozákovským hřbetem (Suché skály).

## Přístup
Automobilem lze dojet po silnici Koberovy – údolí Jizery do Besedic, výchozího místa do skalního okruhu a na vrchol Sokola po žluté turistické značce – stezka nese jméno Dr. Edvarda Beneše. Po úbočích vrchu vedou též červená, modrá a zelená turistická značka.